# Kestrel Cars
Kestrel Cars Limited war ein britischer Hersteller von Automobilen. Die ISS Car Company verwendete den gleichen Markennamen.

## Vorgeschichte
Dovetail Plastics aus Woodlands St Mary in der Grafschaft Berkshire hatte 1984 unter Leitung von Peter Sylvester das Projekt Scorpion übernommen, weiter entwickelt und unter dem Markennamen Kestrel auf den Markt gebracht.

## Unternehmensgeschichte
Victor Vaughan gründete 1984 das Unternehmen Kestel Cars Limited in Chesterfield in Derbyshire. Er übernahm das Projekt von Dovetail, entwickelte es weiter und begann mit der Produktion von Automobilen und Kits. Der Markenname lautete weiterhin Kestrel. 1985 endete die Produktion. Insgesamt entstanden etwa zwei Exemplare oder sehr wenige Fahrzeuge.

## Fahrzeuge
Das einzige Modell war der Scorpion. Das Original aus den 1970er Jahren hatte ein Semi-Monocoque und einen Vierzylindermotor vom Hillman Imp im Heck.
Dovetail entwickelte einen Spaceframe-Rahmen. Nach Sylversters Angaben hat Lotus Cars geholfen, die speziellen Radaufhängungen zu entwickeln. Auf den Rahmen wurde eine Coupé-Karosserie aus Fiberglas montiert. Besonderheit waren die Flügeltüren. Ein Boxermotor vom Alfa Romeo Alfasud war als Mittelmotor montiert.
Kestrel verwendete wiederum ein Semi-Monocoque, das von Cheetah Cars zugeliefert wurde.